# 旗本由紀子
旗本 由紀子（はたもと ゆきこ、1968年10月30日 - ）は、日本のフリーアナウンサー、ハーバルケア・トータルアドバイザー。

## 来歴・人物
- 本名：旗本由紀子（結婚前の旧姓：村川）
- 山形県村山市出身[1]、身長：160cm、血液型：AB型
- 山形県立山形西高等学校、山形大学教育学部音楽学科卒業[1]。
- 元YBC山形放送アナウンサー（1991年 - 1996年）。
- 山形放送退社後、東京へ上京の後、2007年末までメディア・スタッフ所属、2008年以降はニチエンプロダクションに移籍
- 趣味、特技：音楽鑑賞（クラシックからジャズ、ロック、ボサノヴァとジャンルを問わず）、楽器演奏（学生時代にピアノとコントラバスを学び、現在はフルートのレッスン中）、映画鑑賞、スキューバダイビング、アロマテラピー
- 資格：AEAJ認定アロマテラピーインストラクター、アロマセラピスト、JAMHA認定ハーバルプラクティショナー、中学・高校教諭音楽一種免許

## 主な出演番組
- 山形放送 さくらんぼ広場
- TBS「はなまるマーケット」（1996年10月 - 2014年3月） - はなまるアナ
- テレビ朝日「土曜ワイド劇場・東京駅お忘れ物預り所5」（2012年7月7日） - アナウンサー役
- J-WAVE ニュースアナウンサー（不定期。主に火・日曜日担当）